# グリーリー郡区 (アイオワ州オーデュボン郡)
グリーリー郡区 (Greeley Township) は、アメリカ合衆国アイオワ州オーデュボン郡にある12の郡区の一つである。2000年の国勢調査で、人口は193人だった。

## 地理
グリーリー郡区は93平方キロメートル（35.8平方マイル）で、基礎自治体は存在しない。